# Thank You USA
Thank You USA é uma canção albanesa pro-americanista que foi criado pelo cantor musical, Armend Miftari em 2014. Como o nome da canção diz, "Thank You USA" faz uma homenagem aos Estados Unidos e seu importante papel no apoio ao Kosovo durante a Guerra do Kosovo em 1999.  
A canção começou a viralizar pela internet no início da década de 2020, chegando a virar um meme na política. A canção é usada pelos anti-americanistas (principalmente nacionalistas sérvios) para estereotipar os albaneses e kosovares em relação a sua generalizada paixão aos EUA, bem como é usado para criticar de forma irônica as intervenções americanas pelo mundo.

## Letras
A canção expressa bastante gratidão pela intervenção dos Estados Unidos no Kosovo, tendo dois refrões da frase ''Thank You USA!''. O cantor reconhece o papel de manutenção da paz dos Estados Unidos em vários países e principalmente no Kosovo, alegando haver ''parado o genocídio''. A canção também menciona o encontro histórico entre o presidente Bill Clinton e o líder do Kosovo, Ibrahim Rugova, que ajudou a solidificar a relação entre as duas nações.  